# 8-Eyed Spy
8 Eyed Spy was een Amerikaanse no waveband uit New York, bestaande uit Lydia Lunch (ex-Teenage Jesus and the Jerks en Beirut Slump) en Jim Sclavunos (ook ex-Teenage Jesus en Beirut Slump), Michael Paumgardhen, Pat Irwin en George Scott III.

## Bezetting
- Lydia Lunch[3]
- Jim Sclavunos[4]
- Michael Paumgardhen[5]
- Pat Irwin[6]
- George Scott III[7]

## Geschiedenis
8 Eyed Spy speelde hun eerste show in New York in oktober 1979 in de Mudd Club. Vervolgens kwalificeerde AllMusic 8 Eyed Spy als een veel meer openlijke muzikale band dan Teenage Jesus and the Jerks. Ze coverden Diddy Wah Diddy van Bo Diddley, de swamprockklassieker Run Through the Jungle van Creedence Clearwater Revival en White Rabbit van Jefferson Airplane. De band nam slechts kort op en bracht slechts het livealbum Live en een studioalbum met een eigen titel uit. De band ontbond in 1980 na de dood van George Scott.

## Discografie
Studioalbums
- 1981: 8 Eyed Spy (Fetish Records)

Livealbums
- 1981: Live (cassette, ROIR)

Compilatiealbums
- 1986: Lydia Lunch - Hysterie (Widowspeak)
- 1997: 8 Eyed Spy (Atavistic Records)

Singles
- 1980: Diddy Wah Diddy[8]/Dead You Me Beside